# Aixe-sur-Vienne
Aixe-sur-Vienne är en kommun i departementet Haute-Vienne i regionen Nouvelle-Aquitaine i västra Frankrike. Kommunen ligger i kantonen Aixe-sur-Vienne som tillhör arrondissementet Limoges. År 2022 hade Aixe-sur-Vienne 5 860 invånare.
På occitanska heter orten Aissa.

## Befolkningsutveckling
Antalet invånare i kommunen Aixe-sur-Vienne
| Referens: INSEE |